# Wander AG
Die Wander AG (offiziell WANDER AG) ist ein heute zum Associated British Foods gehörender Nahrungsmittelproduzent mit Sitz in Neuenegg (Kanton Bern, Schweiz). Das Unternehmen beschäftigt in der Schweiz rund 300 Mitarbeiter. Bekanntes Produkt ist Ovomaltine.

## Geschichte

Luftbild (1946)

1865 eröffnete Georg Wander in der Berner Altstadt ein «chemisch-technisches und analytisches Laboratorium». Dessen Sohn Albert Wander übernahm das Unternehmen 1897. 1904 wurde die Produktion des Malzgetränks Ovomaltine aufgenommen. Zwei Jahre später öffneten die ersten Verkaufsdepots in Italien und England. Im Jahr 1908 erfolgte die Umwandlung des Einzelunternehmens in eine Aktiengesellschaft. 1913 wurde in Kings Langley (Grossbritannien) die erste Ovomaltine-Produktionsstätte ausserhalb der Schweiz gebaut. 1927 wurde der Schweizer Produktionsstandort von Bern nach Neuenegg verlegt. In Neuenegg wurde 1997 eine neue Ovomaltine-Produktionsanlage eröffnet, welche seit 2002 die gesamteuropäische Produktion vornimmt.
Die Wander AG wurde 1967 von der Sandoz übernommen und im Jahr 2002 an die Associated British Foods verkauft. Seit dem 1. Januar 2021 ist die Wander GmbH in Frankfurt am Main für die Vermarktung und den Vertrieb der Marken Ovomaltine, Caotina und Twinings für Deutschland zuständig.
Wander ist Mitglied bei der «Interessengemeinschaft Tee, Gewürze und verwandte Produkte» (IGTG).

## Produkte
Die Wander AG stellt neben Ovomaltine-Produkten unter anderem auch das erste isotonische Getränk im Markt, Isostar, sowie das Schokoladengetränke-Pulver Caotina, das Nahrungsergänzungsmittel Jemalt und Eiweissriegel für den Ausdauersport her.

## Trivia
1958 synthetisierten die Chemiker Hunziker, Smutz und Eichenberger bei der Wander AG in Bern im Rahmen eines etwa 2000 Substanzen umfassenden Screenings für neue Antidepressiva einen Stoff namens Clozapin. Im Jahr 1960 wurde die Substanz patentiert und ab 1962 fanden erste Versuche an Menschen mit dem neuen „Antidepressivum“ statt; da diese jedoch nicht sehr erfolgreich waren, testete man den Stoff ab 1966 an Menschen mit chronisch-produktiver Schizophrenie, wobei die antipsychotische Wirkung auffiel; 1972 kam dann Clozapin unter dem Handelsnamen Leponex auf den Markt.
Die Tramstation der Strassenbahn Bern am ehemaligen Berner Wander-Sitz trägt weiterhin den Namen «Wander».